# 제다이의 귀환
《스타 워즈 에피소드 6: 제다이의 귀환》(영어: Star Wars Episode VI: Return of the Jedi)은 1983년 미국에서 제작된 공상 과학 판타지 서사 영화이다. 리처드 마퀀드가 감독을 맡았고, 조지 루커스가 제작을 담당한 동시에 로런스 캐스던과 공동으로 각본을 썼다. 스타 워즈 영화 6부작 중 시나리오 상 마지막인 6번째 에피소드에 해당하며, 제작 시기상으론 세 번째로 만들어진 작품이다. 또한 루커스필름의 상징적인 기술인 THX를 처음 도입한 작품이기도 하다. 스타 워즈의 판권이 디즈니에 넘어가 프리퀄 3부작 이후 새로운 후속작 제작이 확정되었고 2015년 시나리오 상 《스타 워즈 에피소드 6: 제다이의 귀환》의 뒷 이야기를 다루는 《스타워즈 에피소드 7》의 개봉이 계획되면서 더 이상 시나리오상 마지막 에피소드가 아니게 되었다.
대한민국에서는 단성영화사에서 수입하여 극장 개봉하였다.

## 줄거리
한 솔로는 루크 스카이워커의 고향인 행성 타투인에서 자신을 평소 탐탁치 않게 여기던 거구의 악당 자바 더 헛에게 감금을 당한다. 루크는 계략을 짠 뒤 자바 더 헛에게 찾아간다. 로봇 듀오 R2-D2와 C-3PO를 선물로 주는 척하며, 솔로를 구해 오는 것이다. 그러나 그 계략은 실패로 돌아온다. 자바 더 헛이 로봇 듀오를 잡아 두기만 할 뿐 솔로를 풀어 주지 않은 것이다. 레이아 공주는 또 다른 계략을 세운다. 자바에게 츄바카를 노예로 판매하는 척하며 접근한 뒤 방심한 틈을 타서 솔로를 구해 오는 것이다. 하지만 레이아도 실패를 하고 만다. 결국 루크가 무력을 사용하여 정면으로 돌파해 들어간다. 자바 더 헛 일당을 무찌르고 동료들을 구출하여 다고바 행성으로 온 루크는 수명이 거의 다 된 요다와 영혼으로 남게 된 오비완 케노비를 만나 자신의 출생, 가족과 관련된 비밀을 듣게 된다. 그리고 데스스타가 2차로 거의 완공돼서 한과 레아, 루크는 엔도로 향한다. 하지만 루크는 자진해서 아버지를 만나러 간다. 한편, 솔로와 레아는 전쟁 중이였고, 루크는 다스베이더와 싸우지만, 이기고 결국 제국은 멸망한다.

## 출연진
| 배우             | 등장 인물            | 인물 설명                              |
| ---------------- | -------------------- | -------------------------------------- |
| 마크 해밀        | 루크 스카이워커      | 제다이 기사                            |
| 해리슨 포드      | 한 솔로              | 밀레니엄 팰콘 선장                     |
| 캐리 피셔        | 레이아 오르가나 공주 | 반란군의 수장                          |
| 데이비드 프로스  | 다스 베이더          | 시스의 암흑 군주, 제국군 사령관        |
| 제임스 얼 존스   | 다스 베이더          | 시스의 암흑 군주, 제국군 사령관        |
| 이언 맥더미드    | 다스 시디어스        | 은하 제국의 황제                       |
| 케니 베이커      | R2-D2                | 드로이드 콤비                          |
| 앤서니 대니얼스  | C-3PO                | 드로이드 콤비                          |
| 피터 메이휴      | 츄바카               | 한 솔로의 친구, 밀레니엄 팰콘의 조종사 |
| 빌리 디 윌리엄스 | 랜도 칼리시언        | 구름 도시 통치자, 솔로의 친구          |
| 프랭크 오즈      | 요다                 | 원로 제다이 마스터                     |
| 앨릭 기니스      | 오비완 케노비        | 제다이 기사                            |
| 서배스천 쇼      | 아나킨 스카이워커    | 루크의 아버지                          |

## 한국판 성우진

### MBC 첫 더빙 (1990년)
- 박기량 - 루크 스카이워커(마크 해밀)
- 신성호 - 한 솔로(해리슨 포드)
- 윤소라 - 레아 공주(캐리 피셔)
- 김기현 - 다스 베이더(제임스 얼 존스)
- 이윤연 - 랜도 칼리시안(빌리 디 윌리엄스)
- 김태훈 - 펠퍼틴 황제(이언 맥더미드)
- 이인성 - C-3PO(앤서니 대니얼스)
- 권혁수 - 요다(프랭크 오즈)
- 이영달 - 오비완 케노비(앨릭 기니스)
- 정희선
- 황일청
- 손원일
- 이성
- 이종오
- 박태호
- 박영화

### MBC 재더빙 (2003년 8월 2일)
- 안지환 - 루크 스카이워커(마크 해밀)
- 양지운 - 한 솔로(해리슨 포드)
- 박영희 - 레아 공주(캐리 피셔)
- 박지훈 - 다스 베이더(제임스 얼 존스)
- 김용식 - 해설 / 오비완 케노비(앨릭 기니스)
- 김기현 - 펠퍼틴 황제(이언 맥더미드)
- 김태훈 - 요다(프랭크 오즈)
- 김호성 - 쓰리피오(앤서니 대니얼스)
- 최한 - 랜도(빌리 디 윌리엄스)
- 이병식 - 피에트(제러미 벌로치)
- 변종필 - 아크바(팀 로스)
- 유은숙 - 몬 모스마(캐롤라인 블랙스톤)
- 이상훈 - 제제로드 총독(마이클 페닝턴)
- 방성준 - 메이디 장군(더모트 크로울리)
- 정재헌 - 드로이드(리처드 마퀀드)
- 이원찬 - 제국군(알렌 플라임)

### KBS (2006년 10월 7일)
- 유동균 - 루크 스카이워커(마크 해밀)
- 박기량 - 한 솔로(해리슨 포드)
- 이선 - 레이아 공주(캐리 피셔) / 몬 모스마(캐롤라인 블래키스톤)
- 이봉준 - 다스 베이더(제임스 얼 존스)
- 유강진 - 오비완 케노비(앨릭 기니스)
- 이완호 - 펠퍼틴 황제(이언 맥더미드)
- 노민 - 요다(프랭크 오즈) / 기얼 아크바(팀 로즈)
- 김규식 - 라이켄(브루스 바)
- 이재용 - 랜도 칼리시안(빌리 디 윌리엄스)
- 이호인 - 피에트(케네스 콜리)
- 원호섭 - 해설
- 김소형 - 제국군(알렌 플라임) / 스톰 트루퍼
- 변영희 - 메이디 장군(더모트 크로울리)
- 손정성 - 티안 제제로드 총독(마이클 페닝턴)

## 수상 내역

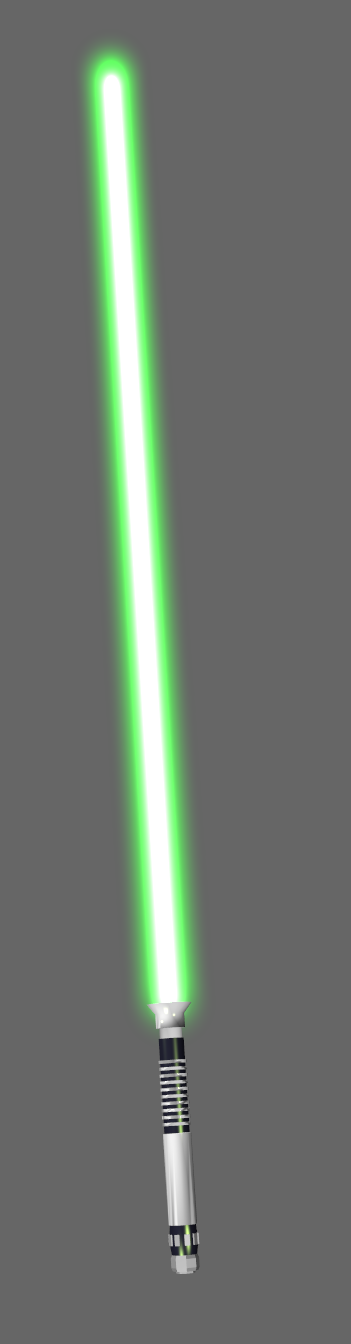
제다이 기사의 무기인 광검.

| 연도 | 주최국 | 주관        | 수상 부문   | 주석  |
| ---- | ------ | ----------- | ----------- | ----- |
| 1984 | 미국   | 아카데미 상 | 특별 공헌상 | [ 3 ] |

## 최고의 영화 선정 리스트
| 연도 | 주최국 | 주관                                 | 선정 내용                            | 순위      | 주석  |
| ---- | ------ | ------------------------------------ | ------------------------------------ | --------- | ----- |
| 2008 | 영국   | 《엠파이어》                         | 역대 가장 위대한 영화 500선          | 91위      | [ 4 ] |
| 2003 | 영국   | 《죽기 전에 꼭 봐야 할 영화 1001편》 | 《죽기 전에 꼭 봐야 할 영화 1001편》 | 순위 없음 | [ 5 ] |
| 2002 | 미국   | 온라인 비평가 협회                   | 지난 100년 동안 최고의 SF 영화 100선 | 45위      | [ 6 ] |

## 같이 보기
- 스타 워즈 배역 목록
- 스타 워즈 캐릭터
- 제다이
- 광검
- 타투인
- THX